# Рафаил (Воропаев)
Епи́скоп Рафаи́л (в миру Роман Александрович Воропаев; 1872, село Ново-Николаевское (ныне Харьковская область) — 24 октября 1937, Черкассы, Украина) — епископ Древлеправославной Церкви Христовой (старообрядцев, приемлющих белокриницкую иерархию), епископ Харьковский и Киевский.

## Биография
Родился в 1872 году в селе Ново-Николаевка Харьковской губернии, в семье потомственного старообрядца. С юных лет первенец семьи Воропаевых обратил на себя внимание своим прилежанием к молитве. Когда юноша возмужал, духовный отец Романа, настоятель Ново-Николаевского прихода, предложил Роману принять священный сан.
Документированные сведения о священнической и епископской хиротонии Воропаева не выявлены.
Известно, что в 1920 году будущий епископ овдовел, оставшись с шестью детьми, младшему из которых едва исполнилось три года.
В 1921 году Роман Воропаев принял иноческий постриг, с наречением имени Рафаил и затем хиротонисан во епископы противоокружническими архиереями.
В мае 1922 году он присутствовал на Освященном Соборе, проходившем на Рогожском кладбище в Москве, где он примирился с архиепископией Московской и всея Руси и вошёл в её состав. После этого собор поручил ему временно управлять Киевской епархией, которая до того находилась под временным управлением Флавиана (Разуваева).
Во второй половине 1920-х годов — участник Освященных Соборов, проходивших в Москве на Рогожском кладбище. В 1926 году на Освященном Соборе епископу Рафаилу было поручено временное управление Одесской епархией вместо больного епископа Кирилла (Политова). В 1927 году временное управление было продлено ещё на год, в 1928 году оно перешло к епископу Геронтию, а в сентябре 1932 году, после его ареста, епископ Рафаил вновь взял под своё управление Одесскую епархию.
8 октября 1937 года, проживая к тому времени в Черкассах, получив повестку явиться в НКВД, отправился туда и был арестован. На следующий день епископу Рафаилу было предъявлено обвинение в контрреволюционной агитации. Через несколько дней он был приговорён к высшей мере наказания и расстрелян. 24 октября 1937 года тело епископа Рафаила было предано земле, в числе других расстрелянных по приговору тройки УНКВД по Киевской области лиц, на территории еврейского кладбища в Черкассах. Могила была утеряна. На этом месте ныне расположен парк им. 50-летия Октября.
23 октября 1963 года епископ Рафаил был реабилитирован Черкасским областным судом за отсутствием состава преступления.

## Канонизация
В 2001 года Освященный Собор РПСЦ благословил почитание епископа Рафаила как местночтимого святого за его мученический подвиг. Первая служба новому святому состоялась 24 октября 2003 года в Рогожском храме-колокольне, провел её о. Леонид Гусев.